# Olivia Magno
Olivia Magno (Darlinghurstm, Nueva Gales del Sur, 4 de noviembre de 1972) es una exjugadora de críquet australiana. Jugó en la Liga Nacional Femenina de Críquet para el equipo de críquet de New South Wales en la temporada 1996/1997 y para el equipo de críquet femenino del Sur de Australia en las temporadas de 1997/1998 a 2003/2004. Magno jugó cinco pruebas y 44 One Day Internationsl para el equipo de críquet femenino nacional de Australia.